# Schoenoplectiella oxyjulos
Schoenoplectiella oxyjulos là loài thực vật có hoa trong họ Cói. Loài này được (S.S.Hooper) Lye mô tả khoa học đầu tiên năm 2003.